# Елізабет Гаскелл

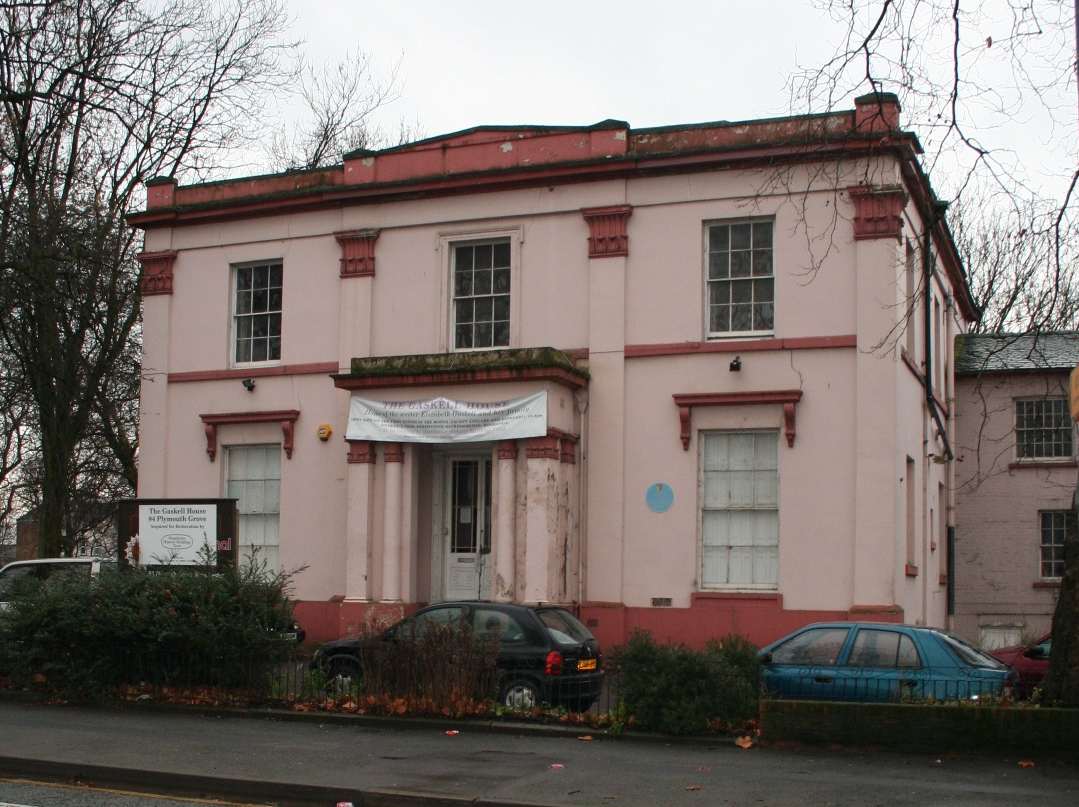
Будинок Елізабет Ґаскел в Манчестері.

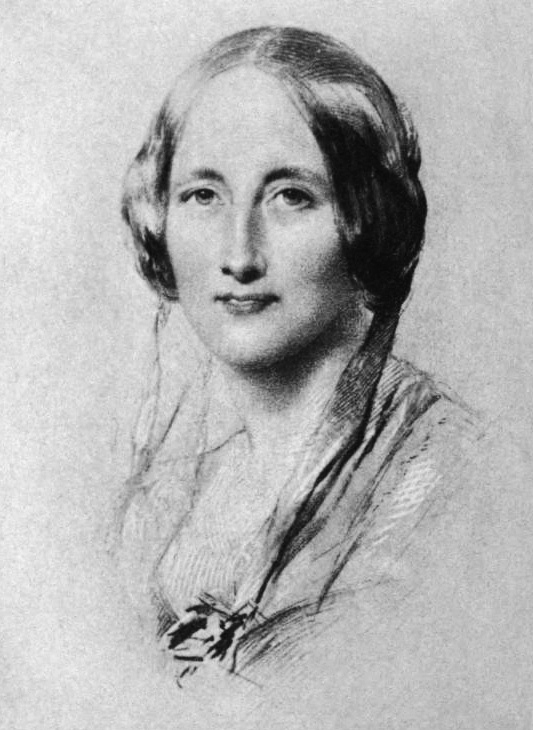
Елізабет Ґаскел. Портрет Джорджа Річмонда, 1851 р.

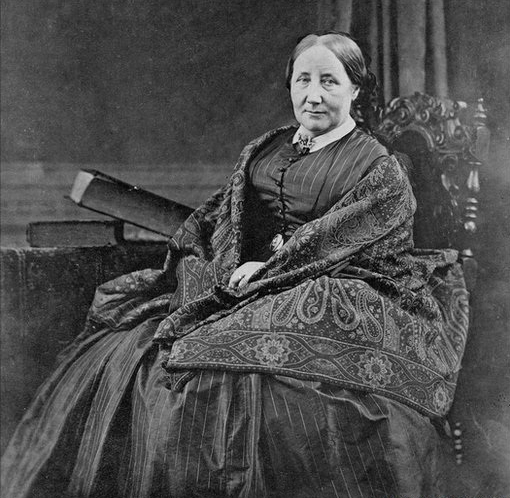
Елізабет Ґаскел, 1860 рік.

Елізабет Ґаскел (англ. Elizabeth Gaskell; нар.29 вересня 1810 — пом.12 листопада 1865) — англійська письменниця вікторіанської епохи.

## Біографія
Народилася 29 вересня 1810 року в Челсі, Лондон. Її батько, Вільям Стівенсон, був священиком унітаріанської церкви в Фейлзворті. Коли їй виповнився рік, вона втратила матір. Виховувалася в тітки, що мешкала у невеликому провінційному містечку Натсфорд, образ якого неодноразово з'являється згодом у творчості пистьменниці.
З 1823 року навчалася в школі-інтернаті Стратфорд-апон-Ейвоні. У 1831 році, приїхавши погостювати в Манчестер, познайомилася з Вільямом Ґаскелом, своїм майбутнім чоловіком, священиком. У 1832 році вийшла заміж і переїхала до Манчестера і прожила там усе своє життя. Вона народила чотирьох дочок і сина.
Померла Елізабет Ґаскел в Олтоні (графство Гемпшир) в 1865 році.

## Творчість
Письменницька діяльність Ґаскел почалася після трагічних подій — її єдиний син, будучи ще немовлям, помер від скарлатини. Намагаючись розрадити дружину, чоловік порадив їй написати роман. Так з'явився «Мері Бартон. Повість із манчестерського життя», в сюжетній лінії якого є розповідь про смерть сина Джона Бартона. У творі показано, як голод і злидні підводять робітників до думки про повстання. Вперше в англійському романі Ґаскелл звернулася до теми боротьби чартистів. У центрі розповіді - трагічні долі робітників, їхніх дітей та дружин. Висвітленням соціально-політичної проблематики в національній літературі Елізабет Ґаскел випередила багатьох реалістів, зокрема, Ч. Діккенса.
Страх перед хворобою був відображений в інших її творах, наприклад, у незакінченому романі «Дружини і дочки».
У романі «Кренфорд» (1853) змальовано життя обивателів провінційного містечка, прообразом якого був її улюблений Натсфорд, місто її дитинства. Оповідь ведеться від імені Мері Сміт, яка день за днем фіксує події у Кренфорді.
Суперечливий, а частіше згубний вплив прогресу на людські душі і мораль, письменниця зобразила в романі "Північ і Південь" (1855).
У романі «Рут» письменниця з повагою розповіла про працівницю, яка відмовилася від шлюбу з «джентльменом», що спокусив її. В романі «Північ і Південь» посилюються релігійні і сентиментальні тенденції. Однак і в романах «Шанувальники Сільвії» (1863) та «Дружини і дочки» (1866, незакінчений) є реалістичні сторінки. Написала біографію Шарлоти Бронте. Карл Маркс відніс Ґаскел, поряд із Чарлзом Діккенсом і Шарлотою Бронте, до «блискучої плеяди англійських романістів».

## Публікації

### Романи
- «Мері Бартон» (англ. Mary Barton) (1848)
- «Кренфорд» (англ. Cranford) (1853)
- «Рут» (англ. Ruth) (1863)
- «Північ і Південь» (англ. North and South) (1855)
- «Шанувальники Сільвії» (англ. Sylvia's Lovers) (1863)
- «Дружини і дочки» (англ. Wives and Daughters) (1866)

### Повісті і збірники
- Котедж Мурланд (англ. The Moorland Cottage) (1850)
- Зізнання містера Гаррісона (англ. Mr. Harrison's Confessions) (1851)
- Розповідь старої няньки (англ. The Old Nurse's Story) (1852)
- Ліззі Лі (англ. Lizzie Leigh) (1855)
- Моя леді Ладлоу (англ. My Lady Ludlow) (1859)
- Навколо дивану (англ. Round the Sofa) (1859)
- Відьма Лоїз (англ. Lois the Witch) (1861)
- Справа темної ночі (англ. A Dark Night's Work) (1863)
- Кузина Філліс (англ. Cousin Phillis) (1864)
- The Collected Supernatural and Weird Fiction of Mrs. Gaskell-Volume 1 (2012)
- The Collected Supernatural and Weird Fiction of Mrs. Gaskell-Volume 2 (2012)

### Оповідання
- Libbie Marsh's Three Eras (1847)
- Christmas Storms and Sunshine (1848)
- Зникнення (англ. Disappearance) (1851)
- The Squire's Story (1853)
- Half a Life-time Ago (1855)
- The Poor Clare (1856)
- The Manchester Marriage (1858, у співавторстві з Чарлзом Діккенсом)
- The Haunted House (1859, у співавторстві з Чарлзом Діккенсом)
- The Half-brothers (1859)
- Кумедно, якщо це правда (англ. Curious, if True) (1860)
- Сіра жінка (англ. The Grey Woman) (1861)

### Документальні твори
- An Accursed Race (1855)
- «Життя Шарлотти Бронте» (англ. Life of Charlotte Bronte, 1857) — біографія подруги Елізабет — письменниці Шарлоти Бронте.

## Видання українською мовою
- Зникнення та інші оповідання / Елізабет Гаскелл ; пер. з англ. Ігоря Андрущенка.  — К. : Знання, 2014.  — 158 с.  — (English Library).  — ISBN 978-617-07-0195-4

## Екранізації творів
Твори Елізабет Ґаскел стали основою для багатьох фільмів і телесеріалів, найвідоміші з яких:
"Дружини і дочки" (мінісеріал BBC, 1999)
"Північ і Південь" (мінісеріал BBC, 2004),  в головних ролях - Даніела Денбі-Еш та Річард Армітедж.
"Кренфорд" (серіал BBC, 2007 - 2009), 2 сезони, 8 серій. В головних ролях - Джуді Денч та Ейлін Аткінс.